# Fleckchenkegel
Der Fleckchenkegel oder die Fleckchen-Kegelschnecke (Conus varius) ist eine Schnecke aus der Familie der Kegelschnecken (Gattung Conus), die im Indopazifik verbreitet ist.

## Merkmale
Conus varius trägt ein mittelgroßes bis mäßig großes, mäßig festes bis festes Schneckenhaus, das bei ausgewachsenen Schnecken 3,5 bis 6 cm Länge erreicht. Der Körperumgang ist kegelförmig bis kegelartig zylindrisch, im Pazifik manchmal leicht eiförmig, der Umriss fast gerade bis leicht konvex. Die Schulter ist gewinkelt oder fast gewinkelt und mäßig bis stark mit Tuberkeln besetzt. Das Gewinde ist mittelhoch, sein Umriss leicht konkav bis leicht konvex. Der Protoconch hat 4 oder mehr Umgänge und misst maximal 0,85 mm. Die ersten Umgänge des Teleoconchs sind mit Tuberkeln besetzt. Die Nahtrampen des Teleoconchs sind flach bis leicht konkav mit 1 auf 6 zunehmenden spiraligen Rillen, die in den späteren Umgängen feiner werden oder vergehen. Manche Tiere haben Gehäuse mit schwer körnigen Rippen in gleichmäßigen Abständen um den gesamten Körperumgang, andere nur schwach körnige Rippen in großen Abständen und lediglich im Viertel des Körperumgangs an der Basis.
Die Grundfarbe des Gehäuses ist weiß. Der Körperumgang ist oft leicht blassrosa oder violett eingefärbt mit dunkelbraunen, unregelmäßig geformten oder axial ausgerichteten Flecken im Drittel zur Schulter und im Drittel zur Basis hin. Die Flecken variieren in ihrer Größe und Anzahl und können sich auch zu zwei spiralig verlaufenden Banden vereinigen. Von der Basis bis zur Schulter erstrecken sich dicht gedrängte spiralige Reihen dunkelbrauner Striche und Punkte. Die Umgänge des Protoconchs sind weiß. Die Nahtrampen des Teleoconchs weisen spärliche braune Punkte auf. Das Innere der Gehäusemündung ist hinter einer weißen Randzone annähernd weiß oder blassgelb bis blassorange.
Das dünne, durchscheinende, fast glatte Periostracum ist gelblich-braun.
Die Oberseite des Fußes ist weiß bis blassgelb, oft mit einer schwarzen oder dunkelbraunen gepunkteten Linie vor dem Rand. Der Vorderabschnitt des Fußes hat an der Seite und in der Mitte braune oder schwarze Markierungen, und unterhalb des Operculums befindet sich ein kleiner schwarzer Fleck. Die Fußsohle ist weiß bis gelb, das Rostrum gelb. Die Fühler sind gelb mit dunklegelber bis brauner Spitze. Der Sipho ist blassgelb mit einem hellbraunen bis schwarzen Ring etwas unterhalb der Spitze, an dessen Stelle lateral auch eine spärliche Befleckung und bisweilen ein etwas dunkleres distales Ende treten kann.
Die mit einer Giftdrüse verbundenen Radula-Zähne haben an der Spitze einen Widerhaken und auf der Gegenseite einen zweiten Widerhaken oder eine Schneide. Sie haben eine Sägung, die in einem Zacken endet. Der Schaft hat eine Taille, und an der Basis sitzt ein kleiner Sporn.

## Verbreitung und Lebensraum
Conus varius ist im Indopazifik von der Küste Ostafrikas und KwaZulu-Natals über Aldabra und die Maskarenen bis zu den Marshall-Inseln, nach Tuamotu, Fidschi und Australien (Northern Territory, Queensland) verbreitet, fehlt aber im Roten Meer sowie an den Küsten Indiens und Sri Lankas. Er lebt in der Gezeitenzone und bis in Meerestiefen von etwa 30 m, an den Philippinen bisweilen bis 240 m in Korallenriffen auf Untergründen mit Sand, oft unter Korallenfelsen.

## Entwicklungszyklus
Wie alle Kegelschnecken ist Conus varius getrenntgeschlechtlich, und das Männchen begattet das Weibchen mit seinem Penis. Das Weibchen legt an der Unterseite von Felsen etwa 8 bis 11 mm lange und 6 bis 8 mm breite Kapseln in parallelen Reihen auf Basalplatten ab. Eine Kapsel enthält etwa 1700 bis 2700 Eier, ein ganzes Gelege 63.000 bis 81.000 Eier. Die darin befindlichen Eier sind etwa 160 bis 166 µm groß, woraus geschlossen wird, dass die Veliger-Larven mindestens 26 bis 27 Tage lang frei schwimmen, bevor sie niedersinken und zu kriechenden Schnecken metamorphosieren.

## Ernährung
Es gibt keine direkten Beobachtungen über Fressverhalten und Beute von Conus varius. Seine Giftzähne ähneln denen von Conus virgo und anderen Vertretern der Untergattung Virgiconus, woraus geschlossen wird, dass er wie diese Vielborster (Polychaeta) erbeutet.